# In Strict Confidence
In Strict Confidence – niemiecki zespół electro-industrial powstały na przełomie roku 1989/1990. Początkowo znany pod nazwą Seal of Secrecy, w roku 1992 już pod obecną nazwą nawiązał współpracę z kilkoma wytwórniami płytowymi takimi jak Metropolis Records czy WTII Records. Nazwa zespołu często jest skracana do postaci ISC.

## Historia
In Strict Confidence zaczynało jako kwartet, ale w roku 1992 stało się duetem w składzie Dennis Ostermann i Jörg Schelte. W tym składzie wydał dwie taśmy demo i debiutanckie wydawnictwo Cryogenix dla firmy Zoth Ommog w roku 1996. Cały nakład tego albumu rozszedł się w ciągu pierwszego tygodnia sprzedaży. Wkrótce potem ukazała się EP'ka Collapse. W roku 1998 po wydaniu płyty Face The Fear zespół zaprzestał współpracy z dotychczasową wytwórnią. Dwa lata później ukazała się następna płyta Love Kills! już pod znakiem firmy Bloodline.
W roku 2002 do zespołu powrócił jeden z założycieli Stefan Vesper. W tym składzie zespół nagrał Mistrust the Angels a potem kolejno w dwuletnich odstępach Holy i Exile Paradise. Na tych albumach zespół bardziej zdywersyfikował swoją muzykę szczególnie wykorzystując w szerokim zakresie głos Antje Schulz, wokalistki zespołu Chandeen i dodatkową wokalistkę Ninę de Lianin.
Prócz działalności w ISC Dennis Ostermann działał w swym projekcie pobocznym Controlled Fusion. Z kolei Stefan Vesper tworzył pod swym własnym nazwiskiem jak również jako Steve Dragon.
Zespół wystąpił w Polsce podczas piętnastej edycji festiwalu Castle Party w roku 2008, oraz 16 lipca 2017 roku, w zredukowanym dwuosobowym składzie (tzw. Vintage Show 1996-2004) podczas 24 edycji festiwalu Castle Party w Bolkowie.

## Skład[5]

### Obecni członkowie
- Dennis Ostermann (wokal, kompozytor)
- Jörg Schelte (kompozytor, programowanie)
- Stefan Vesper (instrumenty perkusyjne, kompozytor) (odszedł w 1992, powrót do zespołu 2001)
- Nina de Lianin (wokal, tekst)
- Haydee Sparks[6] (performance)

### Gościnnie
- Nadine Stelzer (żeński wokal)
- Heiko Monkowski (gitary)

### Byli członkowie
- Thomas Steiger (instrumenty klawiszowe) (odszedł w 1992, współpracuje w roli poza muzycznej)
- Antje Schulz (wokal, tekst)

## Dyskografia[7]

### Albumy
- 1996 - Cryogenix
- 1997 - Face the Fear
- 1998 - Angels Anger Overkill (Kompilacja)
- 2000 - Love Kills!
- 2002 - Mistrust the Angels
- 2004 - Holy
- 2006 - Exile Paradise
- 2010 - La Parade Monstrueuse
- 2012 - Utopia
- 2016 - The Hardest Heart[8]

### EP'ki
- 1997 - Collapse
- 1998 - Industrial Love/Prediction (limitowany do 1111 kopii)
- 2001 - Zauberschloss
- 2002 - Herzattacke
- 2002 - Zauberschloss/Kiss Your Shadow
- 2002 - Engelsstaub
- 2004 - Seven Lives
- 2004 - Holy (The Hecq Destruxxion) (Remix CD w metalowej kasecie, limitowany do 1111 kopii)
- 2006 - Where Sun & Moon Unite
- 2006 - The Serpent's Kiss
- 2007 - Exile Paradise (The Hecq Destruxxion) (Remix CD w metalowej kasecie, limitowany do 1111 kopii)
- 2009 - My Despair", 2009[4]
- 2010 - Silver Bullets", 2010[5]
- 2012 - Morpheus
- 2013 - Justice
- 2016 - Everything Must Change

### Kompilacje
- 2010 - Laugh, Cry and Scream

### Maxi single
- 2000 - Kiss Your Shadow
- 2001 - The Truth Inside of Me (limitowany do 1500 kopii)
- 2002 - Mistrust the Bonus Edition
- 2003 - Babylon
- 2005 - The Sun Always Shines on T.V. (limitowany box set z przeglądarką, 2000 kopii)

### Winyle
- 1997 - Dementia (limitowany do 500 kopii)
- 1998 - Aghast View vs. ISC (Industrial Love) (limitowany do 333 kopii)

### Taśmy
- 1992 - Sound Attack" (demo)
- 1994 - Hell Inside/Hell Outside (demo)